# ヤクブ・ペシェク
ヤクブ・ペシェク（Jakub Pešek 、1993年6月24日 - ）は、チェコ・フルディム出身の同国代表プロサッカー選手。ACスパルタ・プラハ所属。ポジションはMF。

## 経歴

### クラブ
ACスパルタ・プラハのアカデミーで育成され、2014年11月9日の1.FCスロヴァーツコ戦でトップチームデビューを果たした。
2015年1月、SKディナモ・チェスケー・ブジェヨヴィツェに期限付き移籍。2017年7月からは完全移籍に移行した。
2018年7月、FCスロヴァン・リベレツに完全移籍。
2021年7月1日、古巣スパルタ・プラハに完全移籍で復帰。

### 代表
2020年9月、チェコ代表初招集。同月7日、UEFAネーションズリーグのスコットランド戦でチェコ代表デビュー。さらにこの試合で代表初ゴールも決めた。